# Dança em Bougival
Dança em Bougival (francês: Bal à Bougival) é uma pintura a óleo sobre tela do pintor impressionista francês Pierre-Auguste Renoir datada de 1883. O casal retratado é Suzanne Valadon e Paul Auguste Ilhote, que também são protagonistas no quadro Dança na Cidade.
Apesar de ter muitos detalhes, a construção do quadro por inteiro não é realista. Os gestos tem movimentos delicados, e a expressão do rosto dos jovens não tem uma complexidade técnica. Renoir tinha o desejo de não se apropriar dos aspectos dinâmicos na pintura, muito característicos da época em que predominava o impressionismo - este dinamismo também melhora a perspectiva de realidade nas obras. Renoir também não deixa muito evidente os elementos de pessoalidade com os personagens.
Além da captação do movimento, também percebe-se outro elemento impressionista: o uso de sombras coloridas.